# Vapen & Ammunition
Vapen & ammunition (em sueco: "armas e munição") é o quinto álbum da banda sueca Kent, lançado em 2002.

## Faixas
1. "Sundance Kid" (5:09)
2. "Pärlor" (3:55)
3. "Dom andra" (3:46)
4. "Duett" (4:42)
5. "Hur jag fick dig att älska mig" (5:21)
6. "Kärleken väntar" (3:59)
7. "Socker" (5:35)
8. "FF" (4:13)
9. "Elite" (6:05)
10. "Sverige" (2:58)

## Singles
- "Dom Andra" (2002-mar-18)
- "Kärleken Väntar" (2002-jul-8)
- "FF/VinterNoll2" (2002-nov-8)